# Elisabetta, regina d'Inghilterra
Elisabetta, regina d'Inghilterra és una òpera en dos actes amb música de Gioachino Rossini i llibret de Giovanni Schmidt, basada en l'obra Il paggio di Leicester de Carlo Federici, al seu torn basada en The recess or a tale of other times de Sophia Lee. Va ser estrenada el 4 d'octubre de 1815 al Teatro San Carlo de Nàpols i va ser la primera de les nou òperes que Rossini va escriure per aquest teatre. En total, amb aquesta, van ser un divuit les òperes que va escriure durant el temps que va passar a Nàpols.
És la primera col·laboració amb la soprano Isabel Colbran (òbviament com a Elisabetta), una intèrpret important d'altres obres de Rossini, i més tard la seva esposa. L'òpera, que no és fidel a la història, narra l'amor d'Elisabet I d'Anglaterra per Robert Dudley, comte de Leicester, i la seva suposada reacció quan descobreix que aquest amor no és correspost, com el sentencia a mort, el seu penediment i la seva decisió de no lliurar el seu amor a altre home.

## Origen i context

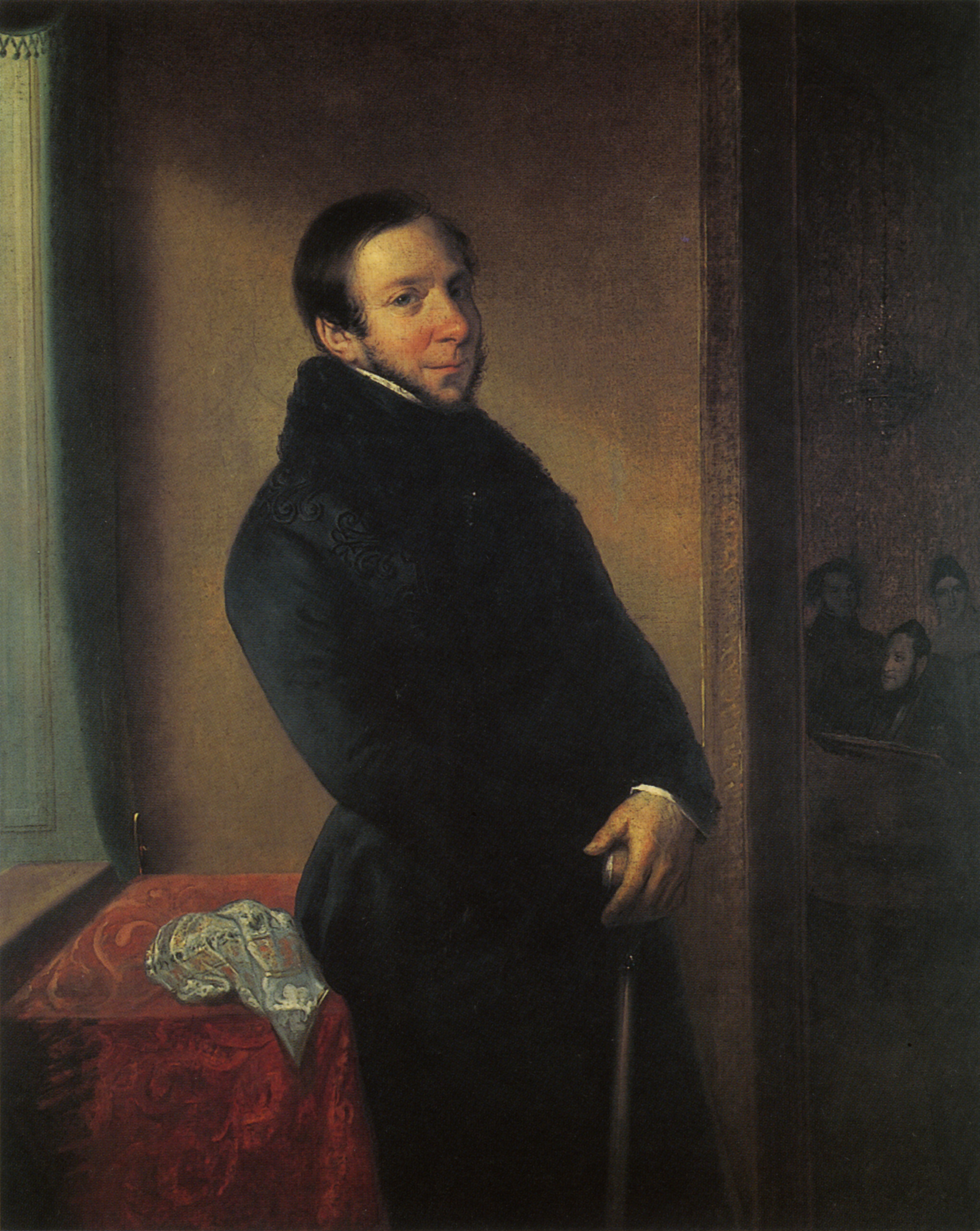
L'empresari Domenico Barbaia

L'estiu de 1815, Rossini es traslladà a Nàpols, contractat per Domenico Barbaia, l'empresari operístic més gran del moment i encarregat dels teatres reials. La ciutat comptava amb diversos teatres lírics, el Fondo, el Nuevo i, fins al 1820, el dei Fiorentini. El més important era el San Carlo, considerat el més gran d'Europa, amb un conjunt instrumental d'uns setanta-cinc músics i un cor ben preparat, sota la direcció d'un dels més famosos directors del moment, Giuseppe Festa.
Els termes del contracte amb Barbaia foren els següents: Rossini assumia la direcció musical dels teatres San Carlo i Fondo, amb poders també administratius, i havia de compondre dues òperes a l'any. Es podia absentar de la ciutat per a complir els compromisos que volgués, prèvia resta de les retribucions proporcionals. L'import era de 8.000 francs a l'any, més un percentatge dels ingressos. Rossini podia allotjar-se a casa de l'empresari. Per tant, la retribució era elevada però també el treball que havia de fer.
Aquesta òpera va ser la primera que va compondre Rossini per a l'influent empresari. A més va ser la que va servir per a donar a conèixer Rossini a Nàpols, ciutat musical important, que idolatrava als compositors Giovanni Paisiello i Nicola Zingarelli, i que tenia certa aversió cap als estrangers. Buscant l'èxit, Rossini va compondre una obra plena d'efectes vocals, la qual cosa va servir per a aconseguir un èxit notable. A més, Barbaia va posavar a la seva disposició els millors cantants de la ciutat, incloent-hi a la soprano espanyola Isabel Colbran (Elisabetta), el tenor també espanyol, Manuel García (Norfolk) i el tenor italià Andrea Nozzari (Leicester).
Quan Rossini, "l'home del nord", l'estranger de Pesaro arriba a Nàpols el 1815, la ciutat s'estava recuperant d'una sèrie de vicissituds polítiques. La dominació napoleònica (1806-1815) s'havia acabat, però Ferran IV encara no havia remuntat al seu tron, i societats secretes, com els Carbonaris, reclamaven la unificació d'Itàlia i eren en tots els focus d'agitació. A aquest ressentiment polític contra Ferran IV, va respondre el ressentiment dels cercles musicals contra el compositor de vint-i-tres anys arribat de Pesaro. Una campanya antirossiniana desencadenada pels fidels de Paisiello i Zingarelli. Paisiello va afirmar que Rossini era un músic llicenciós i Zingarelli (que dirigia el Conservatori de Nàpols) va prohibir als seus alumnes d'estudiar les partitures del seu rival nòrdic.
L'estratègia de Rossini per sobreviure a la dura batalla foren descrites pel seu biògraf Giuseppe Radiciotti:
«Rossini va estudiar curosament la talla del teatre i la seva acústica, el poder de l'orquestra, la qualitat de les veus disponibles i el gust del públic... Estava clar que per reduir les enveges al silenci, li calia renunciar a explotar la vena tendre i delicada de Tancredi i compondre per contra de forma vigorosa i animada, amb unes línies vocals molt ornades en lloc d'unes simples melodies obertes. En lloc de moviment, hauria de sorprendre amb una exuberància de temes i melodies brillants, una gran varietat, amb modulacions audaces i un ric teixit musical. Hauria d'embellir el cant amb una profusió de trinats elegants i de dificultats tècniques, preveure finals en progressió i impressionants pel seu volum sonor, sense oblidar els crescendo d'èxit infal·lible.»

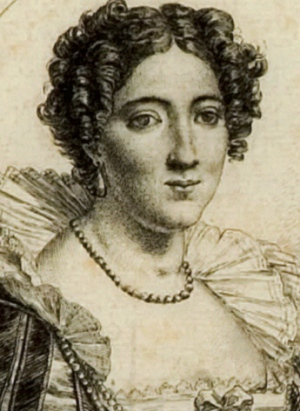
Isabella Colbran, per a qui va compondre el paper principal d'Elisabetta i amb qui s'acabaria casant

Isabella Colbran, com era coneguda a Itàlia, havia cantat brillantment a Barcelona el 1802 per després passar a Itàlia on havia adquirit un enorme prestigi com a intèrpret d'opera seria. Convertida en estrella de la companyia de Barbaia a partir del 1811, fou la seva amant, i segons sembla també del rei de Nàpols, Ferran IV. Però el 1815, amb l'aquiescència de Barbaia, va traspassar els seus favors a Rossini, que la va convertir en la seva musa inspiradora i més tard en la seva esposa. S'ha dit que la Colbran, que no tenia gràcia per a l'òpera bufa, va ser determinant perquè Rossini s'orientés ara cap al gènere seriós.
Colbran exerciria una gran influència en la carrera napolitana (1815-1822) de Rossini. La seva naturalesa, el seu porte altiu i noble i els seus trets clàssics es prestaven més a la tragèdia que a la comèdia. Totes les òperes compostes per Rossini al San Carlo (i per tant per a ella que n'era la prima donna) foren òperes del gènere serio (encara que El barber de Sevilla, 1816 i La cenerentola, 1817, foren compostes durant els anys napolitans, no foren comissionades per Barbaia sinó pels teatres romans que és on es varen estrenar). L'associació professional entre Rossini i Colbran es va anar transformant a poc a poc de professional a personal i, el 1822, la cantant (que Rossini ja havia conegut el 1807 mentre era estudiant a Bolonya) va esdenir la senyora Rossini.

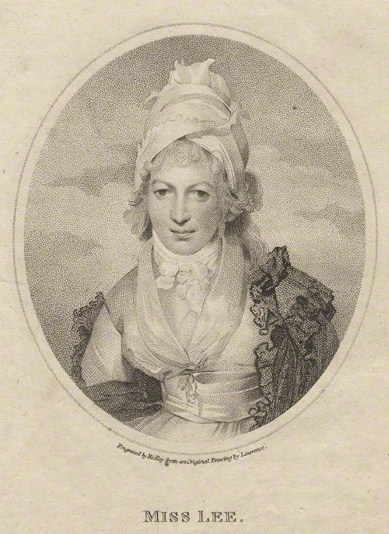
Sophia Lee, que va escriure el 1785 The Recess, origen del llibret de Giovanni Schmidt

A Nàpols, Rossini va emprendre un camí molt diferent en el camp de l'òpera seriosa, amb l'adopció d'arguments del nou estil literari romàntic que es començaven a convertir en l'última moda a Itàlia i a Europa en general. Després de més de dos-cents anys, els arguments clàssics de filiació grecoromana, anaven a quedar definitivament descartats. Altres canvis que va fer van ser per primera vegada abandonar per complet el recitatiu sec en favor del recitatiu acompanyat (moment sublim és el recitatiu d'Elisabetta en el segon acte Per ché mai, destin crudele), escriure detalladament totes les floritures vocals, no deixant llibertat als cantants, escriure els papers principals per a dues sopranos i dos tenors, i finalment li va donar major importància al cor.
El llibretista d'Elisabetta fou Giovanni Federico Schmidt, poeta dels teatres reials de Nàpols. La gènesi del text és força curiós i fou descrit pel mateix Schmidt encapçalant el llibret de l'estrena:
«El tema no publicat d'aquest drama, escrit en prosa pel signor avvocato Carlo Federici està inspirat en una novel·la anglesa (Kenilworth de Walter Scott, segons Stendhal que només havia sentit campanes i que en realitat era The Recess de Sophia Lee), que fou representada l'any passat al Teatro del Fondo (a Nàpols). El feliç èxit que va obtenir va tenir com a resultat que la nostra direcció em va demanar d'arranjar aquest drama per a posar-li música. El manuscrit original [de la peça de Federici] no estava disponible... Havent assistit a vàries representacions de l'obra, jo l'he imitat, en la mesura que la meva memòria m'ha permès...»

## Representacions

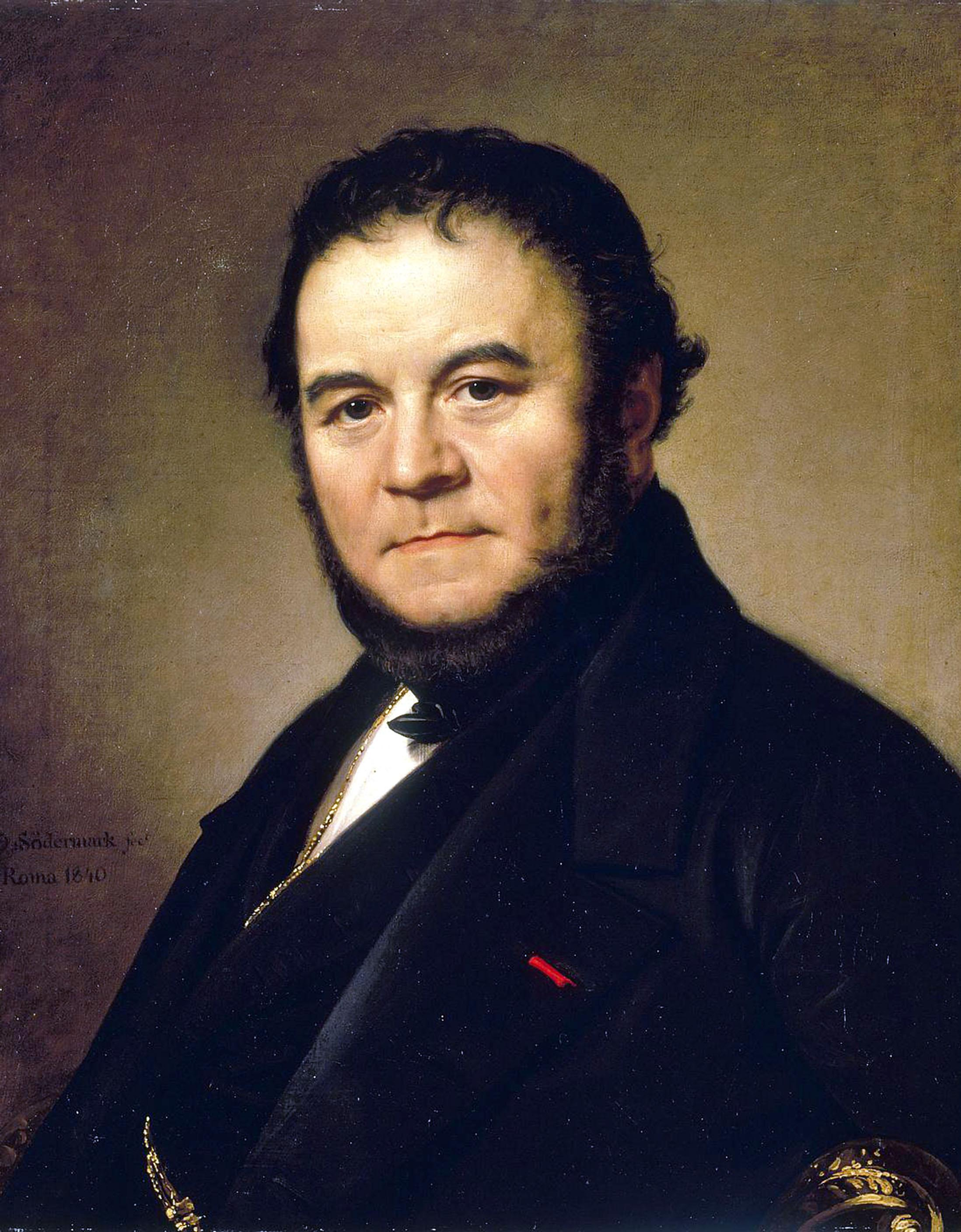
Stendhal (retrat de Johan Olaf Sodemark, 1840), va assistir a l'estrena i ho va explicar ena la seva biografia de Rossini

Elisabetta, regina d'Inghilterra va ser representada per primera vegada el 4 d'octubre de 1815 al Teatro San Carlo de Nàpols. L'estrena havia sigut molt esperada amb impaciència tant pels seguidors com pels detractors de Rossini. L'ambient que regnava al San Carlo aquell dia era excepcional, que era a més a més el dia de l'obertura de la temporada de tardor i el dia de la festa del príncep hereu del reialme de les Dues Sicílies, Francesc. El biògraf fantasiós de la vida de Rossini, Stendhal, va escriure sobre l'ocasió:
«Era un dia de gala a la cort, vaig constatar que a la llotja de la princesa de Belmonte, dins la qual vaig assistir a la primera representació d'Elisabetta, estaven en un principi predisposats a la severitat envers el maestro nascut lluny de Nàpols i que havia adquirit tanta celebritat arreu.»
El gel, per tant, es va fondre ràpidament entre el públic i el músic. Des de la fi de l'obertura, l'ambient fou més favorable i l'excel·lent duet del primer acte entre Leicester (Nozzari) i la jove esposa Mathilde (Dardanelli) Incauta, che festi!, fou molt ben acollit. Quan al final del mateix acte, un passatge dramàtic recupera la música de l'allegro de l'obertura, el músic fou saludat per frenètics aplaudiments. El segon (i últim) acte va impressionar molt als napolitans pel seguit d'escenes potents i les proeses vocals. Quan el teló va caure, la victòria de Rossini fou completa, com ho testifica una crítica de la Gazzetta di Messina:
«Rossini va anar més enllà de les altes esperances que havíem posat en el seu talent... Tot i les profecies pèrfides de la premsa napolitana, la seva música... ens ha donat un plaer extrem. El públic ha cridat al compositor sobre l'escenari i l'ha submergit d'aplaudiments.»

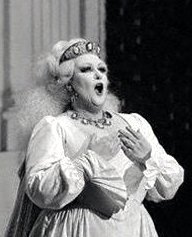
Montserrat Caballé va provocar la bogeria universal interpretant el paper d'Elisabetta

Dins el prefaci de la Vie de Rosssini, Stendhal el 1823 va escriure: «després de la mort de Napoleó, no s'ha trobat un altre home del qual se'n parli cada dia de Moscou a Nàpols, de Londres a Viena, de París a Calcuta». Stendhal hauria pogut dir pràcticament el mateix de Rossini l'endemà d'Elisabetta. Nàpols era als peus del compositor, comprès el rei Ferran IV, qui va donar immediatament a Zingarelli l'ordre d'aixecar la prohibició de les partitures de Rossini.
Les representacions d'Elisabetta varen continuar, de forma nombrosa, durant la temporada de tardor, i l'òpera va ser triada de nou per obrir la temporada d'hivern del 1815 del San Carlo. Es va aprofitar per reposar amb èxit L'inganno felice i L'italiana in Algeri al Teatro dei Fiorentini, amb la mà experta de Barbaia de dosificar l'oferta de música rossiniana amb una part de gènere seriís i una part còmic.
L'òpera fou molt apreciada durant uns quants decennis. I si no es va representar gaire sovint després, no fou per la qualitat de la partitura sinó per la dificultat de trobar una altra veu com al de Colbran.
Però després va quedar completament oblidada fins a la Rossini Renaissence de mitjans del segle xx, que va de les primeres òperes de ser reposades. El 1953 va ser cantada per Maria Vitale, però quan Montserrat Caballé va fer la seva personal versió de la figura de la reina -al costat del tenor Josep Carreras- va provocar una bogeria universal.

## Estructura
- Simfonia

### Acte I
- 1 Introducció Più lieta, più bella (Cor, Norfolk)
- 2 Cor i Cavatina  Esulta, Elisa, omai - Quant'è grato all'alma mia (Elisabetta)
- 3 Cor Vieni, o prode
- 4 Duet Incauta, che festi? (Leicester, Matilde)
- 5 Cavatina Sento un'interna voce (Matilde)
- 6 Duet Perché mai, destin crudele (Norfolk, Elisabetta)
- 7 Final primer Se mi serbasti il soglio (Elisabetta, Leicester, Matilde, Enrico, Guglielmo, Cor)

### Acte II
- 8 Trio Pensa che sol per poco (Elisabetta, Matilde, Leicester)
- 9 Cor, scena i Cavatina Qui soffermiamo il piè - Deh troncate i ceppi suoi (Norfolk)
- 10 Scena i ària Della cieca fortuna (Leicester)
- 11 Duet Deh scusa i trasporti (Leicester, Norfolk)
- 12 Final segon Fellon, la pena avrai (Elisabetta, Norfolk, Leicester, Guglielmo, Matilde, Enrico, Cor)[10]

## Anàlisi musical
Rossini va aprofitar per a aquesta òpera, orquestrada de forma lleugerament diferent, la mateixa obertura d'Aureliano in Palmira, que no havia arribat a Nàpols. També a l'interior hi ha peces d'altres òperes, però la coincidència més curiosa és la presència, cantada per Elisabetta, d'una ària gairebé idèntica a la que després seria Una voce poco fa. Però Elisabetta conté notables aportacions que la converteixen en un estimable exemple de drama líric del primer Romanticisme, culminant en l'emotiva ària final d'Elisabetta Bell'alme generose, de suau i ondulant melodia completament sentimental i orientada cap al nou estil que el mateix Rossini estava ajudant a néixer.
El renaixement de l'òpera del belcanto a partir de la meitat del segle XX ens ha permès reavaluar la producció sencera de Rossini i que ens adonem que fou un músic tan important dins l'òpera seriosa com dins l'òpera bufa. La ruptura de Rossini amb les tradicions de Paisiello i de Cimarosa (encara que el seu valor va ser en un principi fortament contestat) prepara en definitiva la via a un nou estil d'òpera que va influenciar no només als compositors italians -Bellini, Donizetti, Pacini, Mercadante i Verdi- sinó també als compositors francesos o internacionals com Meyerbeer.
Rossini imprimeix un canvi decisiu en el gènere serio. La part instrumental està molt cuidada, com pot comprovar-se en la simfonia; el recitativo secco (recitatiu sostingut només pel clavicèmbal) ha sigut substituït pel recitativo accompagnato (recitatiu sostingut per tota l'orquestra). Una innovació decisiva la trobem en el camp vocal. A Elisabetta es registra un cultiu més gran de la coloratura, que intencionadament pretén lligar més als cantants o almenys deixar clar i separades les responsabilitats del compositor i les floritures al gust del cantant.

### Autopréstecs
Ciro in Babilonia
La introducció orquestral que precedeix el duo d'Amira i Ciro de l'acte II de Ciro és similar a la introducció orquestral que precedeix a l'ària de Norfolk en l'acte II d'Elisabetta. El tercet de Ciro, Amira i Baldassare de l'acte II és similar al d'Elisabetta, Matilde i Leicester d'aquest mateix acte.
Aureliano in Palmira
Les obertures són similars, amb alguns canvis en la instrumentació i reforçada en l'orquestració. La música que acompanya el final de la introducció d'Aureliano és similar a la del cor situat entre la cavatina i la cabaletta de Norfolk al començament del primer acte. Els finals de l'acte I és similar. La cabaletta d'Aureliano en la seva gran escena de l'acte II és similar a la cabaletta d'entrada d'Elisabetta (Questo cor ben lo comprende).
Sigismondo
L'ària de Ladislao de l'acte II de Sigismondo és similar a la de l'acte I d'Elisabetta en la cabaletta.

## Enregistraments
| Any  | Elenc (Elisabetta, Leicester, Matilde, Enrico, Norfolk)                             | Director, Teatre d'òpera i orquestra | Segell                                  |
| ---- | ----------------------------------------------------------------------------------- | --- | --------------------------------------- |
| 1971 | Leyla Gencer Umberto Grilli Margherita Guglielmi Giovanna Vighi, Pietro Bottazzo    | Gianandrea Gavazzeni, Orquestra i cor del Teatro Massimo, Palerm, (Enregistrament d'una actuació a Palerm)                                                               | Àudio CD: Celestial Audio Cat: CA 235   |
| 1975 | Montserrat Caballé, José Carreras, Valerie Masterson, Rosanne Creffeld, Ugo Benelli | Gianfranco Masini, Ambrosian Opera Chorus, London Symphony Orchestra | Àudio CD: Philips Cat: 432 453-2        |
| 1985 | Lella Cuberli Antonio Savastano, Daniela Dessi, Adriana Cicogna, Rockwell Blake     | Gabriele Ferro, Orquestra i cor del Teatro Regio di Torino, (Enregistrament d'una actuació a Torí)                                                                       | DVD: Hardy Classic Video Cat: 4007      |
| 1999 | Inga Balabanova, Harald Quadeen, Akie Amou, Maria Zeffiri, Agata Bienkowska         | Herbert Handt, Stuttgarter Philarmoniker, Tschechischer Kammerchor, (Enregistrament d'una actuació al Kursaal Bad Wildbad durant el Rossini in Wildbad Festival, Juliol) | Àudio CD: Bongiovanni Cat: GB 2291/92-2 |
| 2002 | Jennifer Larmore Bruce Ford Marjella Cullagh Manuela Custer, Antonino Siragusa      | Giuliano Carella, The Geoffrey Mitchell Choir, London Philharmonic Orchestra                                                                                             | Àudio CD: Opera Rara Cat: ORC 22        |